# Inês Martins Cardoso
 Inês Martins Cardoso   foi juntamente com o seu marido Álvaro Martins Homem, 1.º Capitão donatário da Praia, actual cidade da Praia da Vitória um dos primeiros povoadores da ilha Terceira.
Esta família chegou aos Açores na segunda metade no século XV, e, portanto, pouco depois de descoberta a Terceira.
Passaram à ilha Terceira três ramos dos Cardosos que no reino existiam com nobreza, a saber:
Inês Martins Cardoso, João Vaz Cardoso e Henrique Cardoso.
Aquela, segundo o padre Manuel Marcelino Pereira, Francisco Ferreira Drummond e outros historiadores, era filha de Marfim Anes Cardoso, fidalgo da Casa do Infante, e morador, que foi, na cidade de Vizeu.
Quanto a João Vaz e Henrique Cardoso, pode afirmar-se que eram da mesma geração e linhagem de Inês  Martins Cardoso.
Inês Martins Cardoso, foi para a dita ilha Terceira com seu marido Álvaro Martins Homem, onde foram pais de:
1 -  Antão Martins Homem, que 2º capitão donatário da vila da Praia, Actual cidade da Praia da Vitória e que casou com Isabel de Ornelas da Câmara.
João  Vaz  Cardoso,  casou  na  Vila  de  Ferreira com  Andreza Rodrigues Rebelo, por morte da qual se fez clérigo.
Foi o 1.° vigário da matriz  de  Santa  Cruz  da  Praia,  da  ilha Terceira, para onde levou as seguintes filhas que havia tido do matrimónio:
1. Catarina Cardoso, Gaspar Gonçalves Machado Ribeira Seca.
2. Beatriz Cardoso, que casou com F. ....     Homem.
3. Isabel Cardoso, mulher de Braz Gonçalves da Costa.